# Migració puritana
La Migració de Puritans a Nova Anglaterra va ser marcada, pels seus efectes, en les dues dècades de 1620 a 1640, després de la qual cosa va disminuir bruscament per un temps. El terme "Gran Migració" generalment es refereix a la migració en aquest període de colons anglesos, principalment puritans, a Massachusetts i de les Índies Occidentals, especialment Barbados, 1630-1640. Van arribar en grups familiars (més que com a individus aïllats) i van ser motivats principalment per una cerca de la llibertat per practicar la seva religió puritana.

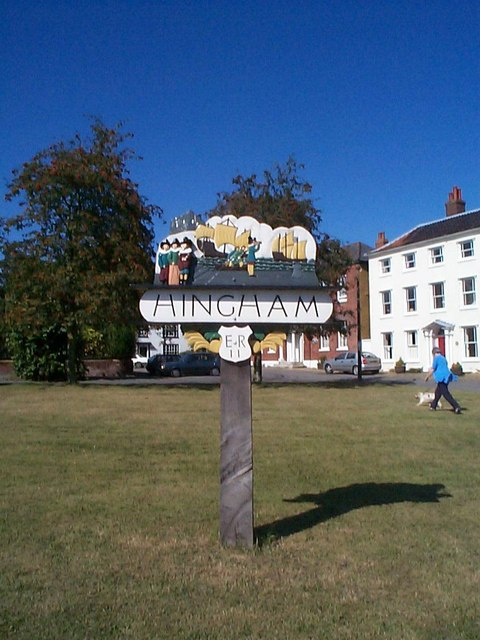
Signe de la ciutat de Hingham, Norfolk, Anglaterra, mostrant als puritans que es van anar a fundar Hingham, Massachusetts.

## Context
El rei Jaume I d'Anglaterra va fer alguns esforços per reconciliar al clergat purità a Anglaterra, que havia estat alienat pel conservadorisme que bloquejava la reforma a l'Església d'Anglaterra. Els puritans van adoptar el Calvinisme (teologia reformada) amb la seva oposició al ritual i una èmfasi en la predicació, un sabbatarianisme creixent, i la preferència per un sistema presbiteriano de govern de l'església. S'oposaven a pràctiques religioses a l'Església que a qualsevol moment s'acostés al ritual catòlic.
Després que Carles I d'Anglaterra fora proclamat rei en 1625, aquest conflicte religiós va empitjorar. El parlament cada vegada més s'oposava a l'autoritat del rei. En 1629, Carles va dissoldre el parlament amb la intenció de convocar un de nou, en un malmès intent de neutralitzar als seus enemics, que va incloure a nombrosos laics puritans. Amb el clima religiós i polític tan hostil i amenaçador, molts puritans van decidir abandonar el país. Part de la migració va ser de les comunitats angleses expatriades als Països Baixos de no conformistes i separatistes que havien establert esglésies allí des de la dècada de 1590
La Flota Winthrop de 1630 d'onze vaixells, encapçalada pel vaixell almirall Arbella, va transportar al voltant de 700 passatgers a la Colònia de la Badia de Massachusetts. La migració va continuar fins que el Parlament es va reunir novament en 1640, moment en què l'escala va descendir bruscament. En 1641, quan la Guerra Civil anglesa va començar, alguns colons van tornar a Anglaterra per lluitar del costat purità. Molts es van quedar, ja que Oliver Cromwell, qui va ser un Independent, va recolzar all Parlament.
La Gran Migració de 1629-1640 va veure sortir a 80.000 persones d'Anglaterra, aproximadament 20.000 migraren a cadascun de les quatre destinacions, Irlanda, Nova Anglaterra, les Índies Occidentals i els Països Baixos. Els immigrants de Nova Anglaterra provenien de tots els comtats anglesos, excepte Westmorland, gairebé la meitat de East Anglia. La distinció és que el moviment de colons a Nova Anglaterra no era predominantment masculí, sinó de famílies amb certa educació, portant vides relativament pròsperes. Les famoses paraules de Winthrop, City on a Hill (Ciutat sobre un Pujol) es refereixen a una visió d'una nova societat, no només a oportunitats econòmiques.
Moore (2007) estima que del 7 al 10 per cent dels colons va tornar a Anglaterra després de 1640, incloent al voltant d'un terç dels clergues.

## Societats religioses en Nova Anglaterra
Els puritanos van crear una cultura profundament religiosa, socialment atapeïda i políticament innovadora que encara està present dins dels Estats Units moderns. Esperaven que aquesta nova terra servís com a "nació redemptora". Van fugir d'Anglaterra i, a Amèrica, van intentar crear una "nació de sants": una comunitat intensament religiosa i completament justa dissenyada per ser un exemple per tot Europa.
Roger Williams va predicar la tolerància religiosa, la separació entre l'Església i l'Estat, i una ruptura total amb l'Església d'Anglaterra. Va ser bandejat de la Colònia de la Badia de Massachusetts i va fundar la Colònia de Rhode Island, que es va convertir en un refugi per a uns altres, tals com Anne Hutchinson i els Quàquers. Anys més tard, quatre dels quàquers conegut com els Màrtirs de Boston es van mantenir a Massachusetts i van ser executats en la horca per practicar la seva religió.